# Supercup (korfbal)
De Supercup is een korfbalwedstrijd die gespeeld wordt tussen de Belgische en de Nederlandse veldkampioen. De eerste editie werd op 15 september 2012 gehouden. Tot op heden wordt de wedstrijd op de accommodatie van de Belgische veldkampioen gespeeld.

## Supercup Edities
| Seizoen | Belgisch veldkampioen | Uitslag      | Nederlands veldkampioen |
| ------- | --------------------- | ------------ | ----------------------- |
| 2023    | niet gespeeld         | *            | niet gespeeld           |
| 2022    | Floriant              | 14 - 22      | PKC                     |
| 2021    | niet gespeeld         | *            | niet gespeeld           |
| 2020    | niet gespeeld         | *            | niet gespeeld           |
| 2019    | AKC                   | 12 - 25      | DOS'46                  |
| 2018    | Kwik                  | 14 - 28      | PKC                     |
| 2017    | Kwik                  | 30 - 31 n.v. | AKC Blauw-Wit           |
| 2016    | Boeckenberg           | 15 - 27      | PKC                     |
| 2015    | Boeckenberg           | 15 - 24      | TOP                     |
| 2014    | Boeckenberg           | 19 - 22      | Koog Zaandijk           |
| 2013    | Boeckenberg           | 18 - 21      | AKC Blauw-Wit           |
| 2012    | Sikopi                | 13 - 25      | Dalto                   |

Vlaamse clubs · Waalse clubs · Brusselse clubs
Speler van het Jaar · Biografieën Belgische korfballers